# Рейксдальдер
Рейксдальдер (нидерл. rijksdaalder) — разновидность дальдера, которая являлась подражанием выпущенному в 1566 году германскому рейхсталеру (25,98 г серебра при общем весе в 29,38 г). Первая или одна из первых разновидностей — рейксдальдер Святого Яна, чеканившийся в Гронингене до 1602 года и содержащий изображение Иоанна Богослова.
С образованием в 1581 году Соединённых провинций Нидерландов рейксдальдер постепенно превратился в одну из основных монет государства.
С 1659 года «рейксдальдер» — неофициальное название нидерландского серебряного дуката, а с 1816 года — монеты достоинством в 2+1⁄2 гульдена.

## История чеканки
Первоначально монета содержала 25,98 г серебра при общем весе в 29,38 г — так же, как и германский рейхсталер. Впоследствии вес и проба менялись, однако заимствованное название — рейксдальдер — сохранилось.
Разновидностями рейксдальдера являются:
- рейксдальдер Святого Яна;
- рейксдальдер с орлом;
- рейксдальдер Вильгельма Оранского, который в 1583—1603 годах чеканился всеми провинциями, кроме Гронингена; на одной стороне Вильгельм I Оранский с мечом в правой руке, на другой — герб провинции и шлем над ним[2];
- аналогичный ему рейксдальдер Морица Оранского, но с портретом принца Морица;
- рейксдальдер Лестера, выпускавшийся в 1586—1604 годах[источник не указан 2663 дня] всеми провинциями, кроме Фрисландии и Гронингена; на одной стороне монеты было погрудное изображение рыцаря с мечом у плеча и пучком стрел в другой руке, на другой — гербовый щит, образованный из гербовых щитов провинций[3];
- чуть более легкий рейксдальдер Соединённых провинций, содержавший 25,69 г серебра при общем весе 29,03 г и выпускавшийся в 1606—1700 годах всеми провинциями, кроме Гронингена; на одной стороне было отчеканено погрудное изображение рыцаря с мечом у плеча и гербовым щитом провинции в левой руке, на другой — коронованный гербовый щит Соединённых провинций[3].

После 1659 года Соединённые провинции начали выпускать ещё одну разновидность дальдера — серебряный дукат, прототипом которого стал альбертусдальдер (патагон) Испанских Нидерландов. Однако новая монета также часто называлась рейксдальдером. Впоследствии (с 1840 года) это название носили также серебряные монеты достоинством в 2+1⁄2 гульдена.

## Рейксдальдер после 1839 года

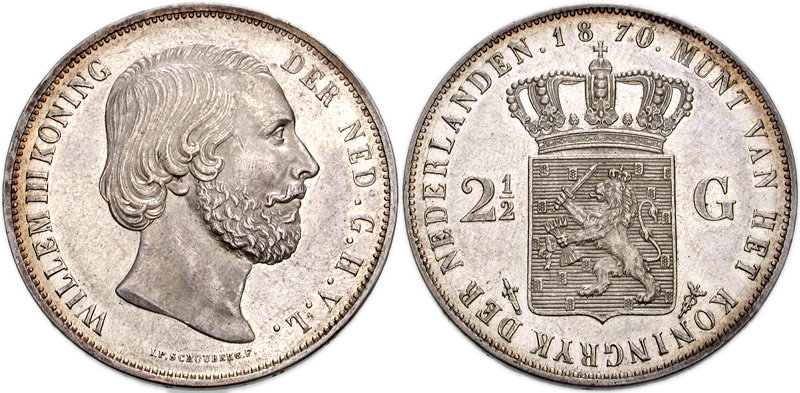
гульдена, «рейксдальдер»

В 1679 году по предложению Голландии и Западной Фрисландии основной денежной единицей Соединённых провинций Нидерландов стал гульден, состоящий из 20 стюверов и содержавший 9,65 г серебра (с 1816 года — 9,61 г). Были выпущены монеты достоинством 3, 2, 1, 1+1⁄2, 1⁄2 и 1⁄4 гульдена. Также продолжали чеканиться разновидности дальдера — лёвендальдер, рейксдальдер Соединённых провинций и серебряный дукат (подражание альбертусдальдеру). Последние два по содержанию серебра (соответственно, 25,69 г и 24,65 г) соответствовали примерно 2+1⁄2 гульдена, поэтому в новой денежной системе именно к этому номиналу были приравнены.
В 1816 году Королевство Нидерланды перешло на десятичную денежную систему, при которой 1 гульден равнялся 100 центам. Были выпущены монеты достоинством в 3, 1, 1⁄2 гульдена. При этом выпуск рейксдальдеров (серебряных дукатов) был прекращён. Однако за суммой в 2+1⁄2 гульдена название «рейсдальдер» закрепилось настолько прочно, что уже в 1839 году был выпущен привычный номинал в виде реальной монеты. На ней было отчеканено «2+1⁄2 G» (2,5 гульдена), но неофициально монеты этого номинала продолжали называться рейксдальдерами вплоть до перехода Нидерландов на евро в 2002 году.